# 瓢簞藤棒粉蝨
瓢簞藤棒粉蝨（学名：Aleuroclava thysanospermi）为粉蝨科棒粉蝨屬下的一个种。